# Persone di nome Emil/Calciatori
| Questa pagina contiene informazioni ricavate automaticamente dalle voci biografiche con l'ausilio del template Bio e di un bot. L'aggiornamento è periodico e automatico e ricostruisce completamente la pagina. Se manca una persona in questa lista, sei pregato di non aggiungerla, ma accertati piuttosto che la sua voce biografica contenga il template Bio e che i dati anagrafici siano correttamente compilati. Se il template Bio manca, inseriscilo tu stesso o, in alternativa, metti l'avviso {{tmp\|Bio}} che ne segnala la mancanza. Se i dati riportati sono sbagliati, correggi direttamente la voce biografica; le modifiche saranno visibili in questa lista entro pochi giorni. Per chiarimenti vedi il progetto antroponimi. La lista contiene solo le 66 persone che sono citate nell'enciclopedia e per le quali è stato implementato correttamente il template Bio. Pagina aggiornata al 22 lug 2025. |

Questa è una lista di persone presenti nell'enciclopedia che hanno il nome Emil e sono calciatori.

## A(4)
- Emil Abaz, calciatore macedone (Skopje, n. 1998)
- Emil Angelov, ex calciatore bulgaro (Haskovo, n. 1980)
- Emil Atlason, calciatore islandese (Reykjavík, n. 1993)
- Emil Audero, calciatore italiano (Mataram, n. 1997)

## B(5)
- Emil Balayev, calciatore azero (Volgograd, n. 1994)
- Emil Berger, calciatore svedese (Degerfors, n. 1991)
- Emil Berggreen, ex calciatore danese (Helsingør, n. 1993)
- Emil Bergström, calciatore svedese (Stoccolma, n. 1993)
- Emil Bohinen, calciatore norvegese (Derby, n. 1999)

## C(1)
- Emil Ceide, calciatore norvegese (Finnsnes, n. 2001)

## D(1)
- Emil Dică, ex calciatore rumeno (Scornicești, n. 1982)

## E(1)
- Emil Pálsson, ex calciatore islandese (Aarhus, n. 1993)

## F(4)
- Emil Folta, calciatore cecoslovacco (Plzeň, n. 1924 - † 1992)
- Emil Forsberg, calciatore svedese (Sundsvall, n. 1991)
- Emil Frederiksen, calciatore danese (Viborg, n. 2000)
- Emil Holten, calciatore danese (Virum, n. 1996)

## G(2)
- Emil Gărgorov, calciatore bulgaro (Sofia, n. 1981)
- Emil Görlitz, calciatore polacco (n. 1903 - † 1987)

## H(5)
- Emil Hallfreðsson, ex calciatore islandese (Reykjavík, n. 1984)
- Emil Hansen, calciatore norvegese (n. 1893 - † 1971)
- Emil Hansson, calciatore norvegese (Bergen, n. 1998)
- Emil Hasler, calciatore svizzero (n. 1883 - † 1932)
- Emil Holm, calciatore svedese (Göteborg, n. 2000)

## J(5)
- Emil Johansson, ex calciatore svedese (Karlskoga, n. 1986)
- Emil Jonassen, ex calciatore norvegese (Skien, n. 1993)
- Emil Jørgensen, calciatore danese (Copenaghen, n. 1882 - Dyssegård, † 1947)
- Emil Jula, calciatore rumeno (Cluj-Napoca, n. 1980 - † 2020)
- Emil Jančev, calciatore bulgaro (Varna, n. 1999)

## K(8)
- Emil Karlsson, calciatore svedese (Vapnö, n. 1908 - Halmstad, † 2000)
- Emil Kenzhesariev, ex calciatore e ex giocatore di calcio a 5 kirghiso (Kant, n. 1987)
- Emil Kornvig, calciatore danese (Søborg, n. 2000)
- Emil Krafth, calciatore svedese (Stoccolma, n. 1994)
- Emil Krause, calciatore tedesco (n. 1908 - † 1962)
- Emil Kremenliev, ex calciatore bulgaro (Sofia, n. 1969)
- Emil Kutterer, calciatore tedesco (Karlsruhe, n. 1898 - † 1974)
- Emil Köpplinger, calciatore tedesco (Norimberga, n. 1897 - † 1988)

## L(3)
- Emil Larsen, calciatore danese (Copenaghen, n. 1991)
- Emil Lyng, ex calciatore danese (Kolding, n. 1989)
- Emil Lőrincz, ex calciatore ungherese (Budapest, n. 1965)

## M(3)
- Emil Martínez, calciatore honduregno (El Progreso, n. 1982)
- Emil Martinov, calciatore bulgaro (Sofia, n. 1992)
- Miel Mundt, calciatore olandese (Sukabumi, n. 1880 - Rotterdam, † 1949)

## N(3)
- Emil Ninu, calciatore rumeno (Craiova, n. 1986)
- Emil Noll, ex calciatore della Repubblica Democratica del Congo (Kinshasa, n. 1978)
- Emil Nowakowski, ex calciatore polacco (Lubin, n. 1974)

## O(1)
- Emil Oberle, calciatore tedesco (Karlsruhe, n. 1889 - Karlsruhe, † 1955)

## P(4)
- Emil Paulin, calciatore cecoslovacco (n. 1896)
- Emil Pažický, calciatore cecoslovacco (Považský Chlmec, n. 1927 - Bratislava, † 2003)
- Emil Perška, calciatore jugoslavo (Zagabria, n. 1897 - Zagabria, † 1945)
- Emil Petru, calciatore rumeno (Târnăveni, n. 1939 - † 1995)

## R(4)
- Emil Reichl, calciatore austriaco (Vienna, n. 1889 - Vienna, † 1963)
- Emil Riis Jakobsen, calciatore danese (Hobro, n. 1998)
- Emil Rilke, calciatore ceco (Ústí nad Labem, n. 1983)
- Emil Rockov, calciatore serbo (Novi Sad, n. 1995)

## S(4)
- Emil Seifert, calciatore cecoslovacco (Praga, n. 1900 - † 1973)
- Emil Spasov, ex calciatore bulgaro (Sofia, n. 1956)
- Emil Stoev, calciatore bulgaro (Sofia, n. 1996)
- Emil Svoboda, calciatore cecoslovacco (Písek, n. 1926 - Mirotice, † 2019)

## T(4)
- Emil Tichay, calciatore cecoslovacco (Praga, n. 1899)
- Emil Tischler, calciatore austriaco (n. 1998)
- Emil Tot Wikström, calciatore svedese (Uppsala, n. 1999)
- Emil Tîmbur, calciatore moldavo (Chișinău, n. 1997)

## V(2)
- Emil Breivik, calciatore norvegese (Aukra, n. 2000)
- Emil Vijački, calciatore bulgaro (Dupnica, n. 1990)

## W(2)
- Emil Wachuda, calciatore austriaco (Vienna, n. 1882 - Vienna, † 1955)
- Emil Wahlström, ex calciatore svedese (Göteborg, n. 1987)